# ویت ریدج (کلرادو)
ویت ریدج (به انگلیسی: Wheat Ridge) شهری در ایالت کلرادو کشور ایالات متحده آمریکا است که جمعیت آن در سرشماری سال ۲۰۱۰ میلادی، ۳۰٬۱۶۶ نفر بوده‌است.